# Henry Mălineanu
Henry Mălineanu (n. 25 martie 1920, București, România – d. 12 noiembrie 2000, București, România) a fost un compozitor de muzică ușoară, romanțe, operetă, comedii muzicale, muzică de film și de teatru, evreu din România.
A fost dirijor la Teatrele „Barașeum” (1942-1944), „Gioconda” (1944-1948), director muzical și dirijor la Teatrul de Revistă din București (1950-1958). 
Este autorul a numeroase versuri ale propriilor compoziții și coautorul multor librete.
Se cuvin subliniate și orchestrațiile sale, „realizate totdeauna cu o bogată paletă coloristică, cu spirit și originalitate”.

## Biografie
Născut în București în 1920, studiază în paralel cu liceul la Conservatorul Regal de Muzică sub îndrumarea marilor profesori Cecilia Nitzulescu-Lupu (vioară), Ion Nonna-Otescu (armonie), Mihail Andricu (muzică de cameră) și înființează la numai 16 ani propria formație de jazz numită întâi « Tango », apoi « Metropol », cu care se produce în direct la radio.
Un prim contact cu lumea scenei, în trupa Teatrului « Nou » din Calea Văcărești îi permite deja colaborarea cu mari nume ale vremii precum compozitorul Max Halm, regizorul Iacob Sternberg, actorii Sidy Thal, Stroe și Vasilache.
Repede remarcat de marele compozitor, dirijor și om de teatru Ion Vasilescu, obține, la 18 ani postul de pianist în orchestra teatrului « Alhambra » și debutează în revista « De la munte la mare » pe scena grădinii « Colos ». Despre Mălineanu, Vasilescu va declara că îl considera ca « cel mai drag discipol al meu, aproape un fiu ».
Anul 1938 îi aduce de asemeni prima înregistrare a unor melodii proprii pe discuri Columbia și Electrecord, precum și admiterea ca membru al Societății Compozitorilor Români în urma celor dintâi succese muzicale: tangoul « Iubește-mă așa cum sunt » și cântecul « Întoarce-te curând », scris pentru Lya Crăciunescu și reluat de Jean Moscopol ca și de tânărul Gică Petrescu. Henry Mălineanu participă cu regularitate, alături de Ion Vasilescu, la crearea de cântece și numere muzicale pentru spectacolele de la « Alhambra » până în 1940, apoi la « Teatrul Ion Vasilescu » la comedia muzicală « Suflet candriu de papugiu ».
În aceeași perioadă, îl cunoaște pe Eugen Mirea (1908-1973), textier și autor de librete deja afirmat, cu care va colabora, într-o strânsă prietenie, timp de peste 30 de ani.
Obligat să părăsească oficial lumina rampei din cauza legilor legionare, va continua să compună și să scrie, sub ocrotirea lui Ion Vasilescu și sub pseudonimul unor oameni de teatru curajoși, multe cântece de neuitat în revistele teatrelor « Alhambra » și « Gioconda » : de exemplu « Astă seară mă fac ‘praf ‘ », reluat mult mai târziu de Ștefan Bănică a apărut cu versurile dar și muzica (!) semnate… Tudor Mușatescu !
După înființarea în 1941 a teatrului evreiesc « Barașeum », creează pe scena acestui teatru împreună cu Eugen Mirea revistele de mare succes « Primăvara în Do major », « Dai un ban dar face », « Barașeum ’42 » și « Allo Barașeum » care lansează șlagăre nepieritoare precum « …Că doar n-o să trăiesc cât lumea ! » sau « Pe cine-aș fi iubit, dacă n-ai fi fost tu ?… »
În paralel, colaborează cu Ion Vasilescu la revistele create de acesta la teatrul « Gioconda »: « Gioconda Palace » (1943), « Răpirea Giocondei », « Gioconda iubește », « Giocondita », etc.
După 1944, reintegrează ca dirijor și co-director muzical teatrul lui Ion Vasilescu și participă la creația (de această dată “pe afiș”) unor reviste iubite de public precum “Aliații Giocondei » (1945), « Gioconda la Savoy » (1946),  «Giocondele vesele » (1946), etc. în care șlagărele se succed: « Ce să fac dacă-mi placi ? », « Primul nostru tango », « Ce bine ne-nțelegem noi doi »,  « Mai dă-mi un telefon », « Fericirea mea e-n mâinile tale », pe când la Teatrul « Boema » în revista « Dragoste pe puncte » (1947) se lansează « Ce cauți tu în viața mea » (mai târziu interzis de regimul comunist…), “Adevărata mea dragoste”, « Valsul nostru »…
Este “fondator” împreună cu Jack Fulga, Puiu Maximilian, Elly Roman și Maria Tănase al Teatrului de Stat de Revistă (sau Teatrul de Estradă -1949) și ulterior al Ansamblului de Estradă (1952), al căror director muzical devine între 1950-1958.  Creează astfel muzica « Spectacolului No.1 » (sau « Primul spectacol ») ce se va juca de peste trei sute de ori, reunind 150.000 de spectatori.  Printre spectacolele cele mai reușite se numără « Concertul popoarelor » (1953). Pentru acesta compune « Dragi mi-s cântecele mele », un imn dedicat muzicii românești autentice, cântat de nemuritoarea Maria Tănase.  
Revistele « Între noi- femeile » (1958), « Concert în re hazliu » (1960), « Expozitie de muzica ușoară » (1963) lansează numeroase piese apreciate de public (« Mica serenadă », « Am început sa-mbătrânesc », « Cine n-a iubit măcar o dată », « Gama », « Signorina Musica », « E de necrezut », « Îmi placi din ce în ce mai mult » etc)
Cântece în care îmbină cu măiestrie ritmurile proprii jocurilor folclorului românesc cu melodii dansante în orchestrații de jazz îi aduc aprecierea unui public din ce în ce mai larg: « Hop și-așa », « Garofița » (care în scurtă vreme a devenit șlagăr mondial), « Cele mai frumoase fete » etc.
Îndelungata colaborare cu Teatrul de revistă « Fantasio » din Constanța, condus de compozitorul Aurel Manolache, dă viață revistelor « Revelion în iulie » (1968), « Super Fantasio » (1974), « Veselia n-are vârstă » (1977), « Revista de aur » (1979), « Fantasiada » (1980), « Fantasiorama » (1981), « Nunta la Fantasio » (1984) ca și « Cioc, boc, hai la joc » și "Avioane de hârtie" (reviste pentru copii, 1982 și 1985), ce s-au bucurat de o largă apreciere din partea publicului. La aceste reviste a lucrat cu o echipă de mari nume ale vieții scenice românești: Eugen Mirea, regizorul Nicușor Constantinescu, coregrafii Oleg Danovschi și Cornel Patrichi, scenografa arh. Teodora Dinulescu, ș.a.
Anii 60 văd nașterea noii generații de interpreți ai muzicii ușoare românești, pentru care va compune cântece precum « Nici-o dragoste nu e ca a noastră » (Margareta Pâslaru), « Nimeni » (Doina Badea), “Dacă n-oi trăi acum” (Dan Spătaru), "Ce ușoară ghicitoare" (Corina Chiriac), "Femeie" (Luigi Ionescu) șamd. În același timp, melodii ca « Aș vrea iar anii tinereții » și « Nu se poate » (cu care Ioana Radu obține Premiul I la Festivalul de muzica ușoară de la Mamaia[nefuncțională]
 în 1969) îl consacră ca unul din cei mai apreciați autori de romanțe. Compozitorul apare aci ca un continuator al tradiției cântecului liric românesc ilustrat de Fernic, Cavadia, Vasilescu sau Dendrino.
Tot în aceasta perioadă, Henry Mălineanu creează împreună cu Eugen Mirea la Teatrul Nottara comediile muzicale « Lady X », « Au fost odată… două orfeline » și « Bună seara domnule Wilde », cele din urmă considerate ca vârfuri incontestabile al genului în România, plebiscitate de public, adaptate și reluate de numeroase teatre din țară și străinătate.
Este autorul operetei « Suflet de artist » (1963), bazată pe cântecele și viața lui Ion Vasilescu, pusă în scenă la Teatrul de operetă din București și interpretată în rolurile principale de Ion Dacian și Silly Popescu.
Henry Mălineanu a creat de asemeni muzica a numeroase filme și piese de teatru (printre care ar fi de amintit neuitata « Căruță cu paiațe » sau longevivele « Comedie de modă veche » și « Micul infern » care au făcut deliciul publicului peste cinci sute de reprezentații).

## Compoziții de muzică ușoară, romanțe și cântece de petrecere
Henry Mălineanu a compus sute de melodii (peste 450 sunt înregistrate la Uniunea Compozitorilor si Muzicologilor din România); aici o listă alfabetică a celor mai cunoscute 100 :
| Adevărata mea dragoste                             | Eugen Mirea                             | Gică Petrescu                     | 1947 |
| Ai și venit la mine, toamnă !...                   | Harry Negrin                            | Dorina Drăghici                   |      |
| Alunița                                            | Jack Fulga                              | George Bunea                      | 1963 |
| Am început să-mbatrânesc                           | Jack Fulga                              | Ioana Radu                        | 1958 |
| Aș vrea iar anii tinereții...                      | Harry Negrin                            | Ioana Radu                        | 1963 |
| Astă seară mă fac «praf» !                         | Henry Mălineanu (ca Tudor Mușatescu)    | Aurel Munteanu                    | 1940 |
| Au r’voir, bye-bye, ciao-ciao !                    | Henry Mălineanu                         | Doina Badea                       | 1971 |
| Barcarola                                          | Henry Mălineanu - Ana Aldea             | Doina Badea                       | 1971 |
| Bunbury                                            | Eugen Mirea                             | George Enache                     | 1971 |
| Că doar n-o să trăiesc cât lumea !                 | Eugen Mirea - Henry Mălineanu           | quartet feminin / Gică Petrescu   | 1942 |
| Calea Griviței                                     | N. Constantinescu - G. Voinescu         | Luigi Ionescu                     |      |
| Ce bine ne-nțelegem noi doi !                      | Eugen Mirea                             | Gică Petrescu                     | 1946 |
| Ce cauți tu în viața mea ?                         | Eugen Mirea - Jack Fulga                | Gică Petrescu                     | 1947 |
| Ce fată !                                          | Sașa Georgescu                          | Dan Spătaru                       |      |
| Ce să fac dacă-mi placi ?!                         | Eugen Mirea                             | Cornelia Teodosiu                 | 1945 |
| Ce ușoară ghicitoare                               | Henry Mălineanu                         | Corina Chiriac                    | 1973 |
| Ce-a fost între noi doi                            | Eugen Mirea                             | Marcela Rusu                      | 1966 |
| Cele mai frumoase fete                             | N. Constantinescu                       | Gică Petrescu                     | 1957 |
| Cine n-a iubit măcar o dată ?                      | Jack Fulga                              | Simona Cassian                    | 1957 |
| Cine știe ?...                                     | N. Constantinescu - Henry Mălineanu     | Dorina Drăghici                   | 1961 |
| Cine umblă prin vecini                             | Harry Negrin                            | Ștefan Bănică                     |      |
| Cine-mi ești, cine-mi ești                         | Jack Fulga                              | Nicolae Nițescu - surorile Kosak  | 1960 |
| Cum am ajuns să te iubesc ?!                       | Eugen Mirea                             | Ștefan Bănică                     |      |
| Cum să fac să mi te scot din gând ?                | Jack Fulga                              | Dorina Drăghici                   | 1958 |
| Dacă ajung la inima ta !...                        | Sașa Georgescu                          | Dan Spătaru                       |      |
| Dacă mă făcea mama băiat !                         | Harry Negrin                            | Cristina Stamate                  | 1971 |
| Dacă marea ar putea vorbi                          | Sașa Georgescu                          | Nina Șerban                       |      |
| Dacă n-oi trăi acum !...                           | Eugen Mirea                             | Dan Spătaru                       |      |
| Dacă nici tu nu mă-nțelegi !                       | Jack Fulga                              | George Bunea                      |      |
| Dacă te am pe tine...                              | Henry Mălineanu                         | Stela Popescu - Horia Șerbănescu  |      |
| Dacă ții puțin la mine                             |                                         |                                   |      |
| De la mine pân’ la tine (Dorul)                    | Eugen Mirea                             | Nicolae Nițescu - Sorina Dan      |      |
| Deschide, deschide fereastra                       | Henry Mălineanu                         | Gică Petrescu / Doina Badea       | 1962 |
| Din zi în zi                                       | Eugen Mirea - Jack Fulga                |                                   | 1949 |
| Diseară să mergem să dansăm                        | Harry Negrin - Jack Fulga               | Ilinca Cerbacev - Ovid Teodorescu |      |
| Dragi mi-s cântecele mele !                        | Eugen Mirea                             | Maria Tanase                      | 1953 |
| Drăguț din partea ta                               | Eugen Mirea                             | Marcela Rusu                      | 1966 |
| E de necrezut !                                    | Jack Fulga                              | Mihaela Oancea                    | 1960 |
| Embrasse-moi, baby !                               | Henry Mălineanu                         | Cristina Stamate                  | 1971 |
| Femeie                                             | Lucian Blaga                            | Luigi Ionescu                     |      |
| Fericirea mea e-n mâinile tale                     | Eugen Mirea                             | Cornelia Teodosiu                 |      |
| Frumoasă-i viața în București                      | Henry Mălineanu                         | Gică Petrescu                     |      |
| Gama                                               | Eugen Mirea - Henry Mălineanu           |                                   | 1951 |
| Garofița                                           | Eugen Mirea - Jack Fulga                | Gică Petrescu                     | 1952 |
| Gentleman                                          | Eugen Mirea                             | Aurelian Andreescu                | 1971 |
| Hop și-așa !                                       | M. Ciru                                 | Gică Petrescu                     |      |
| Ia mai toarnă-un păhărel !                         | Henry Mălineanu                         | Gică Petrescu                     |      |
| Ia-mă cu tine                                      | Henry Mălineanu                         | Anca Agemolu, Aurelian Andreescu  | 1971 |
| Îmi placi din ce în ce mai mult !...               | Jack Fulga                              | Jean Păunescu                     |      |
| În seara aceea                                     | Eugen Mirea                             | Dorel Livianu                     |      |
| Indiscreție (Mă-ntreabă marea unde ești)           | Henry Mălineanu                         |                                   |      |
| Inimă nestatornică                                 | Harry Negrin                            | Doina Badea                       |      |
| Întoarce-te curând                                 | Henry Mălineanu                         | Gică Petrescu, Jean Moscopol      | 1939 |
| Iubito !                                           | Harry Negrin                            | Luigi Ionescu                     | 1962 |
| La chansonnette de Paris                           | Henry Mălineanu                         | Gică Petrescu                     |      |
| La mare                                            | George Voinescu- N. Constantinescu      | Luigi Ionescu - Mara Ianoli       |      |
| La mare, cu tine !                                 | Henry Mălineanu                         | Alexandru Arsinel                 |      |
| Lasă... (Lasă supărarea)                           | Henry Mălineanu                         | Gina Pătrașcu                     |      |
| Love                                               | Eugen Mirea                             | Corina Chiriac                    | 1971 |
| M-oi fi îndrăgostit                                | Henry Mălineanu                         | Rodica Paliu                      | 1963 |
| Mă mai iubești sau nu ?                            | Henry Mălineanu                         | Aida Moga                         |      |
| Madona                                             | Jack Fulga                              | Dorina Ionescu                    | 1958 |
| Mai dă-mi un telefon                               | Eugen Mirea                             | Valerica Cevie / Ștefan Bănică    | 1946 |
| Marinică                                           | E. Mirea - J. Fulga - N. Constantinescu | quartet feminin (Dorina Drăghici) | 1950 |
| Mi-a venit mintea acasă                            | Harry Negrin                            | Dan Spătaru                       |      |
| Mi-e dor astă seară de-un chef cum știu eu         | Eugen Mirea                             | Virginica Popescu - Gică Petrescu | 1947 |
| Mica serenadă                                      | Jack Fulga                              | M.Cotariu - Mary Sereea           | 1958 |
| Mie-mi place să trăiesc                            | Jack Fulga                              | Gică Petrescu                     | 1965 |
| Mon ami le temps                                   | Henry Mălineanu                         | Henry Malineanu                   | 1975 |
| Mon amour, mon amour                               | Eugen Mirea                             | Marcela Rusu                      | 1966 |
| Nani-nani                                          | Harry Negrin                            | Ștefan Bănică                     | 1971 |
| Nicăieri                                           | Harry Negrin                            | Doina Badea                       |      |
| Nici-o dragoste nu e ca a noastră                  | Harry Negrin - Jack Fulga               | Constantin Drăghici               |      |
| Nimeni                                             | Harry Negrin                            | Doina Badea                       |      |
| Noua «Garofiță», noul «Hop și-așa» !               | Henry Mălineanu                         | Gică Petrescu                     |      |
| Nu se poate !...                                   | Henry Mălineanu                         | Ioana Radu                        | 1969 |
| Nu-i nimic !...                                    | Henry Mălineanu                         | Ștefan Bănică                     |      |
| Nu-mi mai doresc nimic                             | Henry Mălineanu                         | Luminița Dobrescu                 | 1969 |
| Nu-ți pierde capul după mine                       | Henry Mălineanu                         | Cristina Stamate                  | 1971 |
| O fată mai găsești, dar un prieten, nu !           | N. Constantinescu - Henry Mălineanu     | Jean Păunescu, Therese Steinmetz  | 1969 |
| O melodie dintr-o mie                              | Harry Negrin                            | Aurelian Andreescu                | 1963 |
| O mie de viori                                     | Harry Negrin                            | Luigi Ionescu                     |      |
| Paris de mes amours                                | Eugen Mirea                             | Gică Petrescu                     | 1943 |
| Pe cine-aș fi iubit ?!... (dacă n-ai fi fost tu ?) | Eugen Mirea                             | Gică Petrescu - Silly Popescu     | 1946 |
| Pe poteca dragostei                                | N. Constantinescu - Henry Mălineanu     |                                   |      |
| Primul nostru tango                                | Eugen Mirea                             | Elisabeta Hentia - Puiu Serbu     | 1946 |
| Radu tatii militar                                 | Sasa Georgescu                          | Gică Petrescu                     | 1974 |
| Sa trăiască, sa trăiască, veselia românească !     | Horia Șerbănescu                        | Stela Popescu - Horia Șerbănescu  | 1987 |
| Signorina Musica                                   | Jack Fulga                              | George Bunea                      | 1961 |
| Te iubesc până la moarte...                        | Harry Negrin                            | Doina Badea                       | 1971 |
| Te rog să-ți amintești                             | Jack Fulga                              | Dorina Drăghici                   |      |
| Te-am găsit și te voi păstra                       | Harry Negrin - Jack Fulga               | Luigi Ionescu                     | 1964 |
| Ți-ai făcut păcat cu mine                          | Jack Fulga                              | Simona Cassian                    | 1958 |
| Toată tinerețea mea ești tu                        | Harry Negrin                            | Margareta Pâslaru                 | 1966 |
| Toți copiii Pământului                             | Henry Mălineanu                         | Formația „Cireșarii“              | 1983 |
| Valsul nostru                                      | Eugen Mirea - Jack Fulga                | Gică Petrescu                     | 1947 |
| Viața e cel mai frumos roman                       | Jack Fulga                              | Alla Baianova                     | 1962 |
| Vorbește-mi despre tine                            | Eugen Mirea                             | Marcela Rusu                      | 1966 |
| Zi-i una mai săltăreață !                          | Henry Mălineanu                         | Gică Petrescu                     |      |

## Comedii muzicale
Henry Mălineanu a semnat pe libretele lui Eugen Mirea comediile muzicale : "Au fost odată... două orfeline" (1965, în regia Sandei Manu), "Bună seara, domnule Wilde !" (1971, în regia lui Alexandru Bocăneț), "Lady X" (1974, în regia lui George Rafael), la Teatrul Nottara
În adaptarea franceză a lui Eugen Mirea "cele două orfeline" au fost prezentate la "Théatre des variétés" din Paris în regia lui Jacques Fabbri sub titlul "Il était... deux orphelines".

## Muzică de teatru
Henry Malineanu crează pentru Teatrul Național din București în regia lui Mihai Berechet muzica pieselor :  "Căruța cu paiațe", "Comedie de modă veche", "Drumul singurătății", "Infernalul mecanism", "Autorul e în sală", "Act venețian", în regia lui Andrei Serban : "Livada cu vișini",  iar pentru Teatrul Nottara : "Micul infern", "Amintirile Sarei Bernhardt", "Citadela sfărâmată", "Sentimente și naftalină", "Mizerie și noblețe", toate în regia lui Mihai Berechet.
Printre numeroase alte colaborări notabile : "Infidelitate conjugală" la Teatrul Bulandra, "Umor pe sfori", "2-0  pentru noi", "Milioanele lui Arlechin", "Mica sirenă" la Teatrul Țăndărică, "Eu sunt tatăl copiilor", "Școala calomniei", etc

## Muzică de film
A compus muzica filmelor:
- Marinică (1956)
- Șurubul lui Marinică (1956)
- Portretul unui necunoscut (1960)
- O zi pierdută (1960)
- Lada cu zestre (1961)
- Post restant (1962)
- Gaudeamus igitur (1965)
- Șeful sectorului suflete (1967)
- De trei ori București (1968)
- Pantoful Cenușăresei (1969)
- Răutăciosul adolescent (1969)
- Muzica e viața mea (1988)

Piesa „Zi-i una mai săltăreață” este cântată în scena banchetului din filmul De-aș fi... Harap Alb (1965).

## Distincții și premii
- Medalia Muncii (13 octombrie 1953) pentru contribuția sa la „munca de pregătire și desfășurare a celui de-al IV-lea Festival Mondial al Tineretului și Studenților pentru Pace și Prietenie⁠(d)”[10]
- Laureat al Premiului de Stat (1953)
- titlul de Artist Emerit (28 martie 1962) „pentru realizări valoroase în domeniul artistic”[11]
- Ordinul Muncii clasa a III-a (10 august 1964) „pentru merite deosebite în opera de construire a socialismului, cu prilejul celei de a XX-a aniversări a eliberării patriei”[12]
- Henry Malineanu a obținut premiile Festivalurilor de muzică ușoară Mamaia (1963, 1964, 1969, 1971, 1984) și „Crizantema de aur” Târgoviște (1980) precum și Premiul Uniunii Compozitorilor din România (1971, 1977, 1978, 1991 pentru întreaga activitate muzicală).